# Eohaustorius eous
Eohaustorius eous är en kräftdjursart som först beskrevs av Gurjanova 1951.  Eohaustorius eous ingår i släktet Eohaustorius och familjen Haustoriidae. Inga underarter finns listade i Catalogue of Life.